# Castello di Barbaresco
Il Castello di Barbaresco, anche noto come il Palazzo Galleani, è un antico castello situato nel comune di Barbaresco in Piemonte.

## Storia
Dopo essere appartenuto ai marchesi del Monferrato e ai Visconti, il castello, così come la vicina Torre di Barbaresco, passò infine ai Savoia nel 1631.
Destando in cattivo stato, il castello venne completamente ristrutturato in età barocca, assumendo così le sembianze di una grande residenza signorile salvo le torrette d'angolo ancoraggi visibili e che la caratterizzano, ultima traccia dell'antica funzione militare.